# 无锡海岸城
31°29′25″N 120°17′56″E / 31.49023°N 120.29883°E
无锡海岸城，是位于中华人民共和国江苏省无锡市太湖新城的一个商业总综合体，总面积12万平方米。

## 沿革
无锡海岸城由深圳海岸集团投资建立，2008年，海岸地产在无锡拍得65万平方米土地，其中计划购建购物中心及住宅，总投资30亿元人民币。海岸城毗邻市民中心、金融商务第一街区、无锡地铁1号线。2012年11月，海岸城购物广场封顶。2014年6月29日，海岸城购物中心正式开业。